# Arrest-Berrehab
Het Berrehab-arrest is een arrest van het EHRM uit 1988 betreffende het recht op familieleven (artikel 8 van het EVRM). In het bijzonder stelt het vast dat cohabitatie (het wonen op dezelfde plaats) geen noodzakelijke voorwaarde is om van een familieleven te kunnen spreken.

## Casus
De Marokkaan Abdellah Berrehab en de Nederlandse Sonja Koster trouwden in 1977. Op grond van dit huwelijk ontving Berrehab een verblijfsvergunning voor Nederland om bij zijn Nederlandse vrouw te kunnen wonen. Ook had hij een werkvergunning. In 1979 vroeg mevrouw Koster een echtscheiding aan, en kreeg die ook. Korte tijd na de scheiding werd uit het huwelijk een dochter geboren, Rebecca. Rebecca werd aan de moeder toegewezen, maar de vader werd tot toeziend voogd benoemd. Berrehab betaalde 140 gulden alimentatie per maand voor Rebecca, en hij zag haar vier keer per week.
In 1979 vroeg Berrehab een verlenging van zijn verblijfsvergunning aan, maar omdat hij niet meer met Koster getrouwd was, werd dit geweigerd. Na diverse procedures en beroepen werd in 1983 de beslissing definitief. Berrehab werd hierop ontslagen door zijn werkgever, en begin 1984 werd hij uitgezet. In 1984 bezochten mevrouw Koster en Rebecca Berrehab en zijn familie voor een maand in Marokko. Berrehab deed een nieuw verzoek om in Nederland te mogen wonen, en ontving dit nadat Koster en hij in 1985 hertrouwden.

## Klacht
Berrehab en Koster, de laatste ook namens Rebecca, dienden in 1983 een klacht in bij het EHRM tegen de uitzetting van Berrehab op grond van artikel 3 (wrede en onmenselijke behandeling) en artikel 8 (privacy en familieleven) van het Europees Verdrag voor de Rechten van de Mens. Zij zouden op grond van artikel 8 het recht te hebben op een familieleven en de uitzetting van Berrehab zou tot een wrede en onmenselijke behandeling hebben geleid. Koster werd niet ontvankelijk verklaard, maar Berrehab en Rebecca wel.

## Uitspraak
De staat was van mening dat er geen sprake was van familieleven tussen Berrehab en Rebecca, omdat ze niet samenwoonden, maar elkaar slechts enkele malen per week zagen. Het Hof verwierp deze stelling. Het enkele feit dat Rebecca uit een wettig huwelijk tussen Berrehab en Koster was geboren, zorgde voor een familieband tussen Berrehab en Rebecca. Noch de echtscheiding, noch het feit dat ze niet samenwoonden, veranderde die situatie. Het Hof erkende dat in bepaalde gevallen de familieband tussen ouder en kind gebroken kon worden, maar ging niet in op de vraag welke dat zouden zijn, anders dan te stellen dat ze zich in het onderhavige geval niet voordeden. De uitzetting van Berrehab was een inbreuk op dit familieleven, en dus kwam het tot de vraag of deze inbreuk "bij wet voorzien" en "in een democratische samenleving noodzakelijk" was. Het eerste was duidelijk het geval, betreffende het tweede kwam het eerst tot de vraag of er een rechtmatig doel was voor de beslissing van de staat. Dit was volgens het Hof het regelen van de arbeidsmarkt. Om de maatregel noodzakelijk te maken, was echter ook een element van proportionaliteit nodig. En dit ontbrak naar mening van het Hof. Enerzijds was de inbreuk op het familieleven groot, gezien de nauwe band tussen vader en kind, het grote belang van de contacten voor de vader en de jonge leeftijd van het kind. Anderzijds was het belang van de staat hier beperkt, omdat Berrehab al geruime tijd legaal in Nederland verbleven had, en ook al een baan bezat. Een van de zeven rechters was het hier niet mee eens: omdat vader en kind niet bij elkaar woonden, en er ook na de uitzetting voldoende gelegenheid was elkaar te zien, beoordeelde hij de inbreuk op het familieleven minder zwaar dan zijn mederechters, en op basis daarvan niet disproportioneel.
De aanklacht op grond van artikel 3 werd door het Hof unaniem verworpen. De Nederlandse staat werd veroordeeld tot betaling van een schadevergoeding van 20.000 gulden, gedeeltelijk voor de kosten gemaakt voor het verblijf van moeder en kind in Marokko, en gedeeltelijk voor niet-materiële schade van vader en kind.